# Ruta Estatal de Nevada 705
La Ruta Estatal de Nevada 705, abreviada SR 705 (en inglés: Nevada State Route 705), es una carretera estatal estadounidense ubicada en el estado de Nevada. La carretera tiene una longitud de 1,5 km (0.916 mi).

## Mantenimiento
Al igual que las autopistas interestatales, y las rutas federales y el resto de carreteras estatales, la Ruta Estatal de Nevada 705 es administrada y mantenida por el Departamento de Transporte de Nevada por sus siglas en inglés Nevada DOT.